# صقار (مسلسل)
صقار- مسلسل دراما بدوي أردني سوري، إنتاج عام 2021م، من تأليف: دعد الكسان، ومن إخراج: شعلان الدباس.

## طاقم العمل
يتكون طاقم عمل من مجموعة من الممثلين والممثلات، نذكر من بينهم:
- رشيد عساف. بدور "صقار النهاش"
- قمر خلف. بدور "غوايش"
- جولييت عواد. بدور" شمخة المجحم أم صقار"
- نور علي. بدور "شوق"
- روعة ياسين. بدور "أم ظبية".
- أمية ملص بدور "ريوف".
- محمد المجالي. بدور "سالم"
- خالد نجم بدور "مناور أبو شامل".
- جلال شموط. بدور" عبدالله الميهوب أبو مزهر"
- رنا أبيض. بدور" صيتة".
- حلا رجب. بدور "نورا".
- أمانة والي. بدور "الجدة".
- تولاي هارون. بدور" ميثا أم عقاب".
- فيلدا سمور. بدور"سعدة".
- إسكندر عزيز. بدور" ضرغام الميهوب أبو عبدالله".
- فاتن شاهين. -جمال العلي -عبد السلام غبور. فاروق الجمعات. -ناريمان عبد الكريم.
- عنتر حميد. -باسل فتال. -سناء سواح. -عهد ديب. -بسام دكاك.
- نهاد إبراهيم. -رنا العظم. -أمير برازي -طالب عزيزي -باسل خليل.
- نوار سعدالدين -رباب مرهب . -علي القاسم. -وضاح حلوم -ريم عبد العزيز
- محمد خاوندي -ديانا رحمة -إسماعيل مداح -حسام سكاف -رشيد ملحس.
- كفاح الخوص. -براء الزعيم. -عبدالله المجالي -داود الشامي. -وسيم الرحبي.